# Georges Mouton
Georges Mouton (Phalsbourg, 21 febbraio 1770 – Parigi, 27 novembre 1838) è stato un generale francese, maresciallo di Francia e conte dell'Impero.

## Biografia
Ebbe modo di mettersi in luce durante le guerre della Rivoluzione e dell'Impero, soprattutto alle battaglie di Jena, di Friedland - dove fu gravemente ferito - di Essling e di Wagram.
Nel 1809 si fece notare nei dintorni di Vienna per aver respinto sette diversi attacchi austriaci al ponte di Landshut, e all'isola di Lobau. In quell'occasione fu creato conte di Lobau, «per aver sette volte respinto il nemico, e per aver ciò assicurato la gloria alle nostre armi», secondo il decreto imperiale.
Partecipò alla campagna di Russia durante la quale servì come aiutante di campo anziano di Napoleone, che accompagnò al ritorno in Francia.
Fatto prigioniero alla capitolazione di Dresda nel novembre 1813, rientrò in servizio durante i Cento Giorni, prese il comando del VI Corpo d'armata che guidò nella battaglia di Ligny e in quella di Waterloo, al termine della quale fu nuovamente fatto prigioniero mentre le sue truppe proteggevano la ritirata dell'armata.

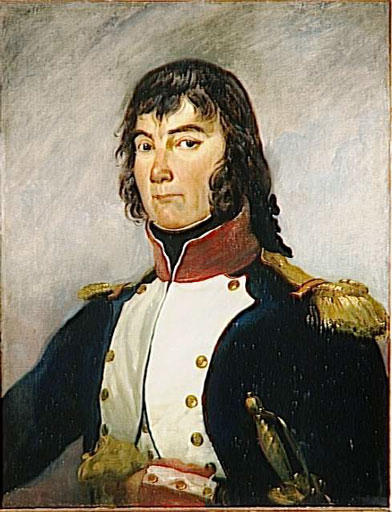
Georges Mouton ritratto nel 1792

Proscritto nel 1815, fu autorizzato a rientrare in Francia tre anni più tardi. Nel 1828 fu eletto deputato per l'allora dipartimento della Meurthe, sua terra d'origine, e sedette fra i liberali oppositori di Carlo X. Nel 1830, dopo la Rivoluzione di luglio, fu nominato comandante della Guardia Nazionale. Luigi Filippo lo nominò Maresciallo di Francia nel 1831, Pari di Francia nel 1833.

## Stato di servizio
- 1792: tenente, quindi capitano dei volontari della Meurthe. Servì nell'Armata del Reno
- 1795: destinato allo Stato Maggiore di Joubert nell'Armata d'Italia
- 26 maggio 1798: chef de brigade (equivalente di colonnello, negli anni della Rivoluzione) al 99º Reggimento di fanteria di linea
- 14 luglio 1799: chef de brigade al 3º Reggimento di fanteria di linea
- 24 settembre 1803: colonnello al 3º Reggimento di fanteria di linea
- 1º febbraio 1805: generale di brigata
- 5 ottobre 1807: generale di divisione
- giugno 1815: comandante del VI Corpo d'armata facente parte dell'Armata del Nord